# Comune di Kjellerup
Il comune di Kjellerup, fino al 1º gennaio 2007 è stato un comune danese situato nella contea di Viborg, il comune aveva una popolazione di 14 025 abitanti (2006) e una superficie di 255 km². Capoluogo era la cittadina omonima.
Dal 1º gennaio 2007, con l'entrata in vigore della riforma amministrativa, il comune è stato soppresso e accorpato, insieme ai comuni di Gjern e Them al riformato comune di Silkeborg.